# جسر عبدون
جسر عبدون أو جسر كمال الشاعر جسر مدعوم بالكوابل يقع في العاصمة الأردنية عمان يصل بين الدوار الرابع ودوار عبدون. أشرفت أمانة عمان الكبرى على المشروع الذي قامت بتصميمه شركة دار الهندسة. بُدئ العمل فيه في الرابع عشر من ديسمبر عام 2002م، وانتهى العمل فيه نهاية 14 ديسمبر 2006.
يبلغ طول الجسر حوالي 450 متر وفيه أربعة مسارب، ويرتفع عن أدنى نقطة في الوادي حوالي 45 متراً. تم بناؤه من قِبل شركة لارسن أند توبرو، وهي شركة هندية متعددة الجنسيات، بالتآلف مع الشركة الفنية للإنشاءات، وتقدر قيمته ما بين 10 ملايين و 15 مليون دينار أردني.

## التصميم

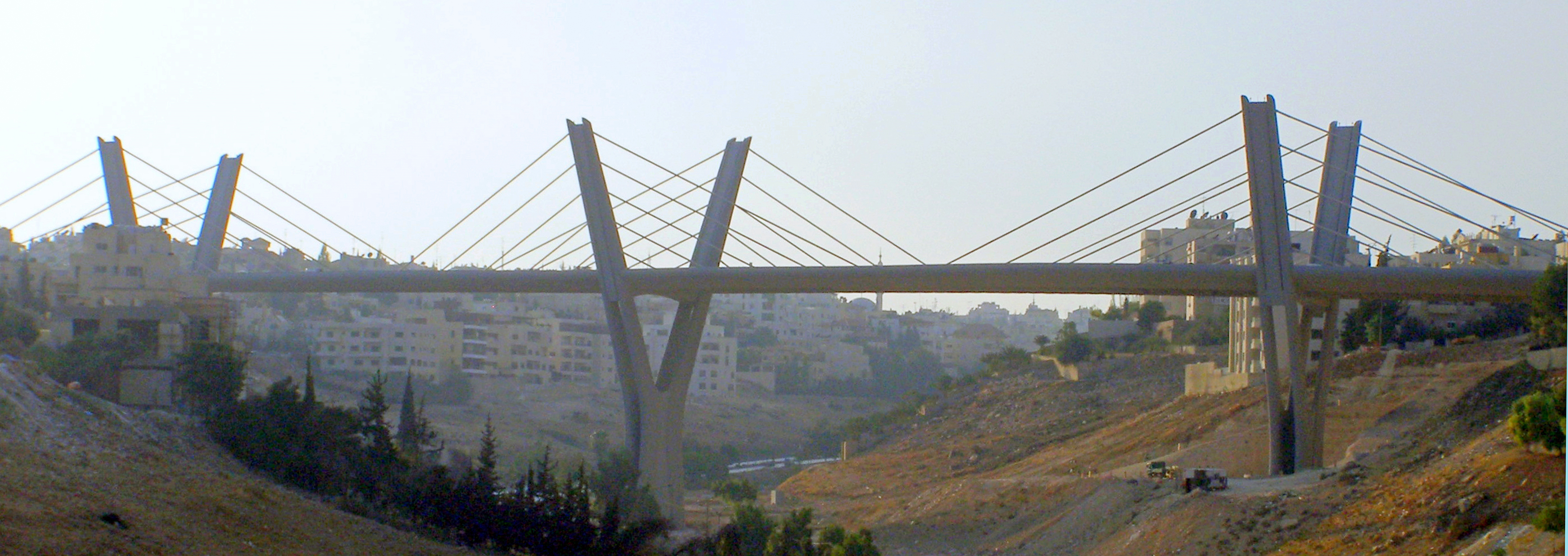
مشهد بانورامي لجسر عبدون

يحتوي الجسر على ثلاثة ركائز شوكية رئيسية من الاسمنت تأخذ شكل حرف Y ليُشكّل جزئين رئيسيين متساويين بطول 134 مترًا، ومن كل جهة يشد عليها خمسة كوابل مصنوعة من المعدن،. ويعتبر جسر عبدون معلماً عالمياً للخطوط الفنية التي تميز بها عن كافة الجسور المعلقة وذلك لإحتوائه على تصميم إلتواءي فني فريد يختلف عن بقية الجسور وهو مصمم على شكل حرف S، في حين يتميز بأنه يمثل أول جسر معلق يوفر درجة ميلان تتوافق مع سرعة السيارات والمركبات عليه. تأخر المشروع لمدة عام بسبب تعقيداته الفنية ولعدد قليل من الحوادث أثناء البناء.
فاز المصمم الإنشائي دار الهندسة بجائزة الثناء لعام 2007 من معهد المهندسين الإنشائيين عن هذا الجسر.

## ظاهرة الانتحار

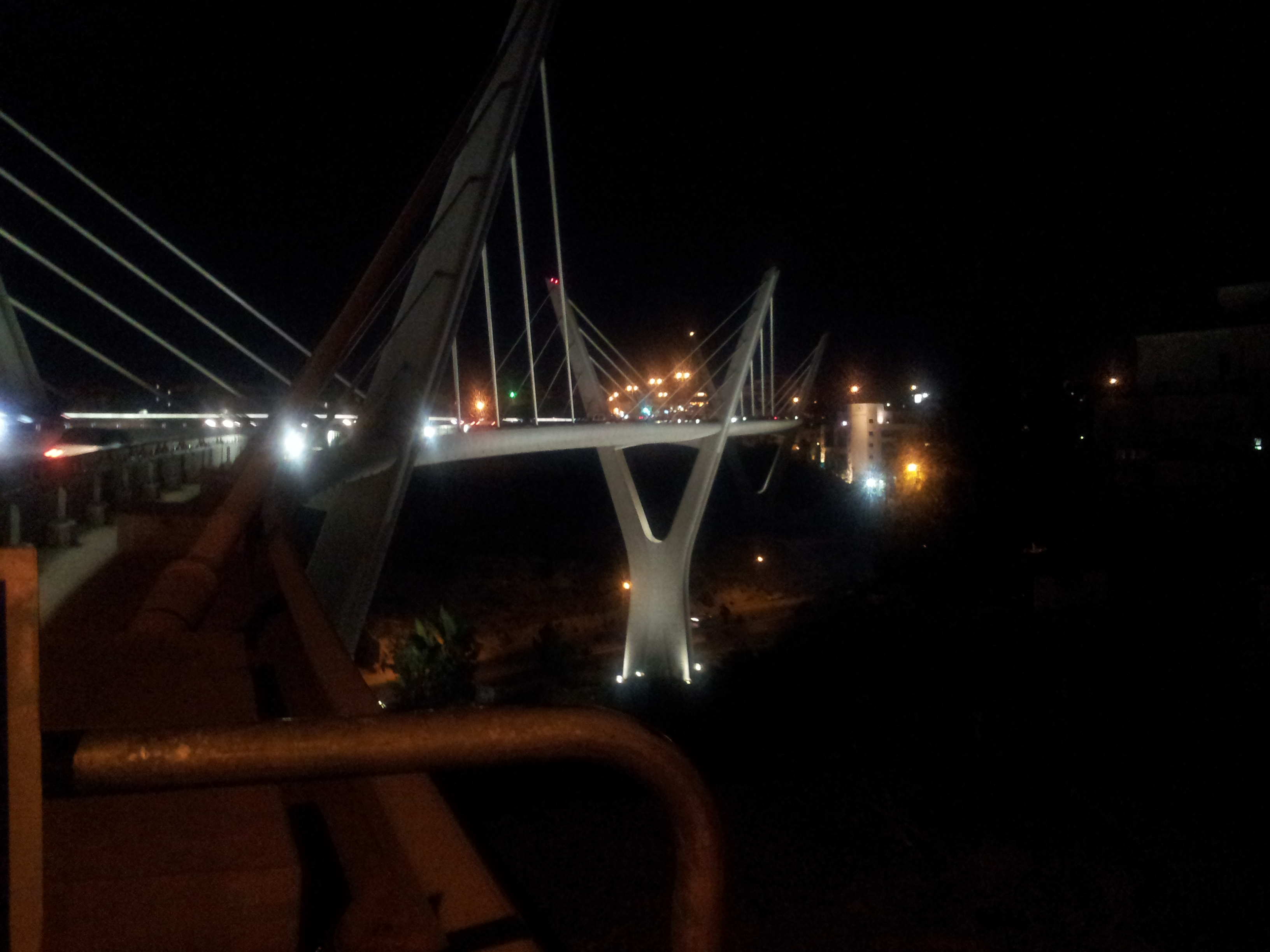
صورة طولية لجسر عبدون.

تُشير إحصائيات بأن هناك أكثر من 400 شخص ألقى نفسه من أعلى جسر عبدون، منذ افتتحه عام 2002، لتنتهي حياتهم بارتطامهم على الأرض بعد السقوط عن أدنى نقطة في وادي عبدون. إضافةً إلى حالات التهديد بالانتحار.